# Lithostege bosporaria
Lithostege bosporaria là một loài bướm đêm trong họ Geometridae.